# District d'Orthès
Le district d'Orthès est une ancienne division territoriale française du département des Basses-Pyrénées de 1790 à 1795.
Il était composé des cantons d'Orthès, Arthes, Arzacq, Lagor, Salies et Sauveterre.